# Synclerostola
Synclerostola is een geslacht van vlinders van de familie Uilen (Noctuidae), uit de onderfamilie Noctuinae.

## Soorten
- S. atenistis Hampson, 1903
- S. blancasi Köhler, 1966
- S. edmondsii Butler, 1882
- S. fleissi Köhler, 1958
- S. gilvior Köhler, 1967
- S. incana Köhler, 1945
- S. loncopuensis Köhler, 1961
- S. pampeana Berg, 1877
- S. parasitata Köhler, 1961
- S. pertristis Köhler, 1973
- S. pinorum Köhler, 1979
- S. sedosa Köhler, 1979
- S. tromensis Köhler, 1973
- S. vaga Köhler, 1967
- S. varians Köhler, 1945